# L'Inspecteur Cadavre
L'Inspecteur Cadavre est un roman policier de Georges Simenon, publié en 1944. Il fait partie de la série des Maigret. Sa rédaction s'est achevée le 3 mars 1943.
La première édition est parue dans le recueil Signé Picpus, édité en janvier 1944.

## Résumé
Le 7 janvier, à Saint-Aubin-les-Marais, en Vendée, Albert Retailleau est écrasé par un train. Accident ou meurtre ? La rumeur publique accuse Étienne Naud qui, pour étouffer le scandale, demande conseil à son beau-frère, juge parisien, lequel prie son ami Maigret d'aller sur place aider Naud.

## Pour aller plus loin
Le 7 janvier, à Saint-Aubin-les-Marais, Albert Retailleau est écrasé par un train. Accident ou meurtre ? La rumeur publique accuse Étienne Naud qui, pour étouffer le scandale, demande conseil à son beau-frère, juge parisien, lequel prie son ami Maigret d'aller sur place aider Naud. 
À Saint-Aubin, Maigret, qui n'est pas en mission officielle, est mal à l'aise ; la famille Naud ne paraît guère apprécier sa présence, les gens du bourg se taisent ou jugent indésirable ce commissaire qui semble protéger la haute société incarnée par les Naud. De plus, que vient faire dans le pays le détective parisien Cavre, surnommé « l'inspecteur Cadavre » ? Quel rôle joue Alban Groult-Cotelle, ami des Naud, qui s'empresse de fournir à Maigret un alibi pour la nuit de l'« accident » ? Le seul indice solide est la confidence faite au commissaire par Geneviève Naud : ses parents ignorent que Retailleau était son amant et qu'elle est enceinte. 
Peu à peu, quelques villageois s'aperçoivent que Maigret cherche avant tout la vérité ; ils parlent et si les autres se taisent, c'est parce qu'on a acheté leur silence. Le commissaire apprend ainsi que Retailleau était l'amant de Geneviève, mais qu'il allait la quitter, qu'il était bien décidé à le lui dire le soir de l'« accident ». Maigret surprend une communication téléphonique compromettante pour Naud. D'autre part, Groult-Cotelle se révèle un être lâche et vicieux. Finalement, devant les indices accumulés par Maigret, Naud s'effondre : il a surpris Retailleau sortant de la chambre de sa fille, l'a suivi, l'a tué et a laissé croire à un accident ; il n'a averti que sa femme et Groult-Cotelle ; il a fait venir Cavre, ignorant que son beau-frère allait lui envoyer Maigret. Mais Naud ne sait pas toute la vérité ; pour Maigret, le vrai coupable est Groult-Cotelle : c'est lui qui a séduit Geneviève et, dès qu'elle lui a appris qu'elle était enceinte, l'a poussée dans les bras de Retailleau, comptant faire endosser la paternité au jeune homme ; il serait ainsi resté l'ami et l'amant... C'était compter sans Retailleau, qui avait compris la manœuvre et, le soir du crime, était venu rompre avec Geneviève. 
Maigret, venu officieusement aider les Naud, est dégoûté, mais ne fait arrêter personne : il pense que tout finit toujours par s'arranger. En effet, plus tard, en Argentine, Groult-Cotelle épousera Geneviève.

## Aspects particuliers du roman
Le roman relate l’opposition entre deux groupes sociaux : d’une part, des gens « bien élevés », haut placés, qui veulent le silence sur l’affaire ; d’autre part, les autres qui veulent connaître la vérité et dévoiler les agissements des nantis. On observe un climat de tension à travers le comportement des deux groupes. Le récit est centré sur le personnage de la victime.

## Fiche signalétique de l'ouvrage

### Cadre spatio-temporel

#### Espace
Saint-Aubin-les-Marais (lieu fictif situé en Vendée)

#### Temps
Époque contemporaine ; l’enquête dure deux jours et se déroule en janvier.

### Les personnages

#### Personnage principal
Albert Retailleau, la victime. Comptable à la laiterie de Saint-Aubin. Célibataire. 20 ans.

#### Autres personnages
- Étienne Naud, riche propriétaire terrien, éleveur de bétail, âge mûr.
- Louise Naud, son épouse.
- Geneviève Naud, leur fille, 20 ans.
- Alban Groult-Cotelle, ami d’Étienne Naud, gentilhomme campagnard, la quarantaine.
- Cavre, dit Cadavre, ancien inspecteur de la P.J., directeur d’une agence privée parisienne.
- Louis Fillou, ami d'Albert Retailleau, cycliste, 20 ans.
- Edouard Govaert, jeune ami de Geneviève.

## Éditions
- Édition originale : Gallimard, 1944, dans le recueil Signé Picpus
- Tout Simenon, tome 24, Omnibus, 2003  (ISBN 978-2-258-06109-5)
- Folip policier no 671, 2012  (ISBN 978-2-07-030636-7)
- Tout Maigret, tome 3, Omnibus,  2019  (ISBN 978-2-258-15044-7)

## Adaptations
- L'Inspecteur Cadavre, téléfilm français de Michel Drach, avec Jean Richard, diffusé en 1968.
- Maigret et l'inspecteur Cadavre, téléfilm français de Pierre Joassin, avec Bruno Cremer, diffusé en 1998.